# Banks Lake South
Banks Lake South az Amerikai Egyesült Államok északnyugati részén, Washington állam Grant megyéjében elhelyezkedő statisztikai település. A 2010. évi népszámlálási adatok alapján 174 lakosa van.

## Népesség
A 2010-es népszámláláskor  174 lakója, 86 háztartása és 54 családja volt. A népsűrűség 27,6 fő/km2. A lakóegységek száma 106, sűrűségük 16,8 db/km2. A lakosok 96%-a fehér,  2,3%-a indián,    1,7%-a pedig kettő vagy több etnikumú. 
A háztartások 14%-ában élt 18 évnél fiatalabb. 50% házas, 8,1% egyedülálló nő, 4,7% egyedülálló férfi, 37,2% pedig nem család. 32,6% egyedül élt; 15,2%-uk 65 éves vagy idősebb. Egy háztartásban átlagosan 2,02 személy élt; a családok átlagmérete 2,52 fő.
A medián életkor 57,6 év volt. Lakóinak 14,9%-a 18 évesnél fiatalabb, 1,1% 18 és 24 év közötti, 14,8%-uk 25 és 44 év közötti, 35,6%-uk 45 és 64 év közötti, 32,2%-uk pedig 65 éves vagy idősebb. A lakosok 52,9%-a férfi, 47,1%-a pedig nő.